# 레이철 보스턴
레이철 보스턴(Rachel Boston, 1982년 5월 9일 ~ )은 미국의 배우이다.

## 출연 작품
- 크리스마스에 기적이 찾아온다면 (2018)
- 아이 헤이트 키즈 (2017)
- 링 바이 스프링 (2014)
- 위치스 오브 이스트 엔드 1 (2013)
- 후 더 F 이즈 버디 애플바움 (2013)
- 이츠 어 디재스터 (2012)
- 더 필 (2011)
- 고스트 오브 걸프렌즈 패스트 (2009)
- 500일의 썸머 (2009)
- 디 엑스 리스트 (2008)
- 피프티 필즈 (2006)
- 그레이 아나토미 시즌3 (2006)
- 제7의 천국 (1996)